# Winterraum

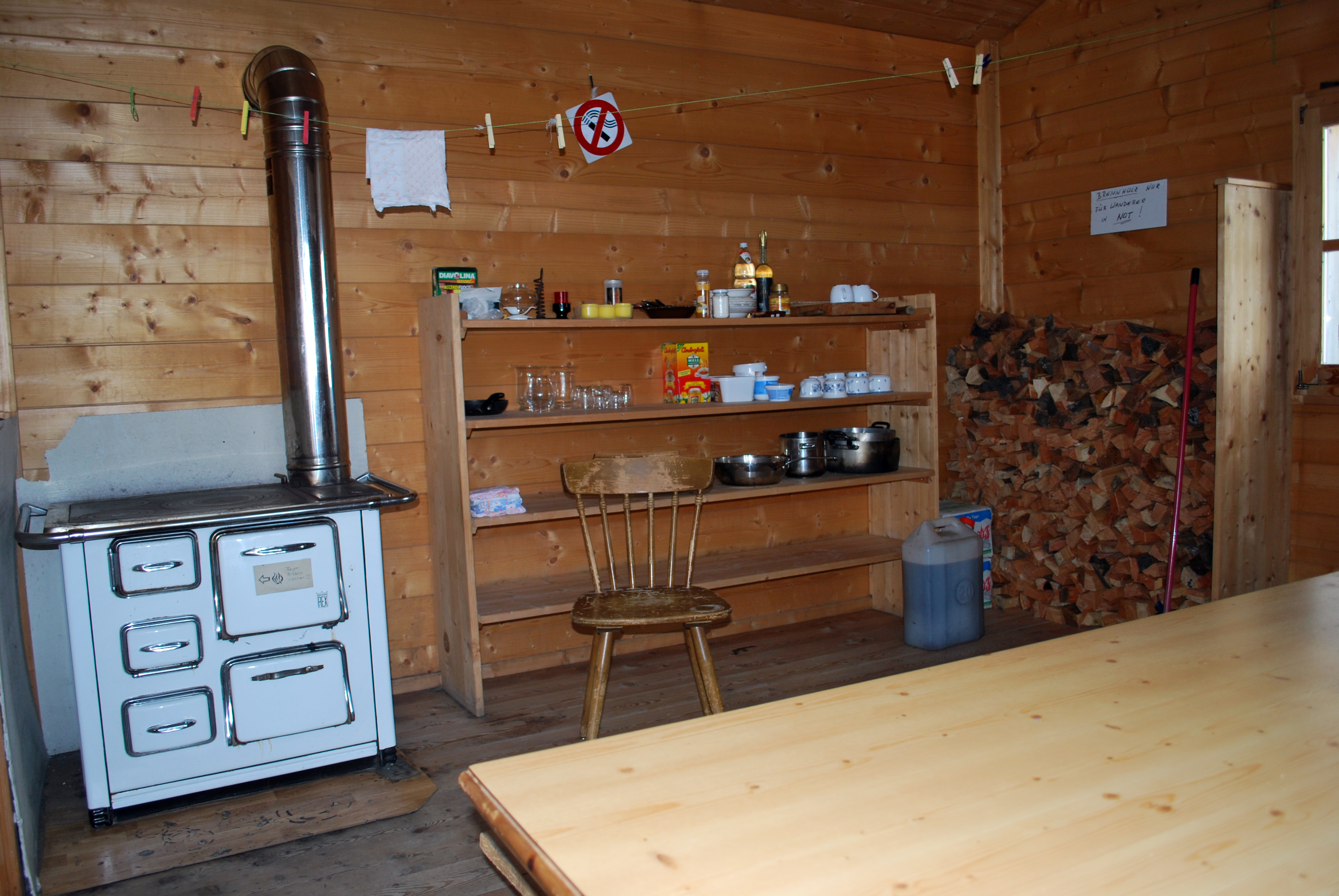
Winterraum der Stettiner Hütte, Ötztaler Alpen

Ein Winterraum befindet sich auf touristisch genutzten Berghütten, die im Winter nicht bewirtschaftet werden. Der Winterraum ist im Gegensatz zur restlichen Hütte leicht zugänglich und meistens nicht abgesperrt oder mit dem Alpenvereinsschlüssel erreichbar.
In einem Winterraum können Selbstversorger auch in dieser Jahreszeit übernachten. Meistens befinden sich dort Betten mit Decken, oft auch ein Holzofen oder ein Gaskocher mit Geschirr, Solarlicht usw.
Die per Aushang bekanntgemachte Übernachtungsgebühr wird entweder bar in die Hüttenkasse des Winterraumes gelegt (Kasse des Vertrauens) oder an die hüttenbesitzende Sektion des Alpenvereins überwiesen.
Die meisten Alpenvereinshütten in den Alpen haben einen Winterraum.